# Дональд Трамп-молодший
Дональд Джон «Дон» Трамп-молодший (англ. Donald John "Don" Trump Jr.; нар. 31 грудня 1977, Мангеттен, Нью-Йорк) — американський бізнесмен. Перший син 45-го та 47–го Президента США Дональда Трампа та чеської моделі Івани Трамп. На даний час Трамп-молодший працює разом зі своєю сестрою Іванкою Трамп, а також братом Еріком Трампом на посаді виконавчого віцепрезидента в компанії Трампа. 

## Особисте життя
У Трампа є зведена сестра Тіффані від шлюбу його батька з Марлою Мейплз, а також зведений брат Беррон від шлюбу його батька з Меланією Кнавс-Трамп. У нього також є рідна сестра Іванка й рідний брат Ерік. Трамп особливо близький зі своїм дідом по материнській лінії і тому вільно розмовляє чеською.
Трамп одружився з моделлю Ванессою Гейдон 12 листопада 2005 року в маєтку Мар-а-Лаго у місті Палм-Біч, Флорида; весільну церемонію офіційно провела тітка, Меріенн Трамп-Беррі. Його дружина — випускниця школи Дуайт, вона вивчала психологію в Нью-Йоркському Коледжі Мерімаунт Мангеттен. У них п'ятеро дітей: доньки Кай Медісон (нар. 2007) і Хлоя Софія (нар. 2014 року) та сини Дональд Джон III (нар. 2009), Трістан Мілош (нар. 2011) і Спенсер Фредерік (нар. 2012). 15 березня 2018 року стало відомо, що подружжя подало заяву на розлучення.
З 2018 року Трамп-молодший зустрічається з Кімберлі Гілфойл.

## Політика стосовно України
Під час російського вторгнення 2022 року закликав припинити надавати зброю Україні.